# Dave Higgins
David Anthony Higgins (sinh ngày 19 tháng 8 năm 1961, Liverpool) là một cầu thủ bóng đá từng thi đấu ở vị trí hậu vệ cho Eagles, Tranmere Rovers, South Liverpool, Caernarfon Town và Barrow.